# Opuntia bonplandii
Opuntia bonplandii ist eine Pflanzenart in der Gattung der Opuntien (Opuntia) aus der Familie der Kakteengewächse (Cactaceae). Das Artepitheton bonplandiiehrt den französischen Naturforscher Aimé Bonpland.

## Beschreibung
Opuntia bonplandii wächst strauchig bis baumförmig, ist offen locker verzweigt und erreicht Wuchshöhen von bis zu 4 Meter. Die trübgrünen, eiförmigen oder fast eiförmigen Triebabschnitte sind 20 bis 30 Zentimeter lang. Die zwei bis sieben nadeligen, hellgelben Dornen sind 1 bis 1,5 Zentimeter lang und fallen bald ab.
Die orangefarbenen Blüten erreichen eine Länge von bis zu 6 Zentimeter und ebensolche Durchmesser.

## Verbreitung und Systematik
Opuntia bonplandii ist in Ecuador in der Provinz Azuay verbreitet.
Die Erstbeschreibung als Cactus bonplandii erfolgte 1823 durch Karl Sigismund Kunth. Frédéric Albert Constantin Weber stellte die Art 1898 in die Gattung Opuntia.

## Nachweise